# En Vogue
En Vogue is een Amerikaanse R&B/pop-groep met als oorspronkelijke bezetting de zangeressen Terry Ellis, Dawn Robinson, Cindy Herron en Maxine Jones. Opgericht in Oakland, Californië, in 1989, bereikte En Vogue nummer 2 op de US Hot 100 met de single "Hold On", afkomstig van hun debuutalbum Born to Sing uit 1990. Het vervolgalbum Funky Divas uit 1992 bereikte de top 10 in zowel de VS als het VK en bevatte hun tweede nummer 2-hit "My Lovin' (You're Never Gonna Get It)" en de Amerikaanse top 10-hits "Giving Him Something He Can Feel" en "Free Your Mind".
En Vogue heeft tot op heden wereldwijd meer dan 30 miljoen platen verkocht en wordt vaak beschouwd als één van de meest invloedrijke R&B-groepen uit de jaren ’90 van de vorige eeuw. De groep heeft zeven MTV Video Music Awards, drie Soul Train Awards, twee American Music Awards en zeven Grammy-nominaties gewonnen. In december 1999 rangschikte het tijdschrift Billboard de groep als de 19e meest succesvolle opname-artiest van de jaren ‘90. In maart 2015 noemde Billboard magazine de groep de negende meest succesvolle meidengroep aller tijden. Twee van de singles van de groep staan in de lijst Billboard's meest succesvolle meidengroep-nummers aller tijden: "Don't Let Go (Love)" (#12) en "Hold On" (#23).

## Biografie

### 1988 - 1995: Oprichting en eerste successen

#### Audities
En Vogue is het geesteskind van de producers/songwriters Thomas McElroy en Denzil Foster. Zij hielden in 1988 audities in Oakland, Californië, voor een meidengroep met de bedoeling een album op te nemen bij Atlantic Records. Ze zochten een nieuwe stijl die de andere damesgroepen zou overstijgen, en tegelijkertijd een grote klasse en bekoorlijkheid zou uitstralen. Foster en McElroy hadden een groep voor ogen waarbij alle zangeressen de leadzang op zich zouden kunnen nemen. Ongeveer 3.000 vrouwen namen deel aan de audities die in 1988 werden gehouden. Dawn Robinson, Cindy Herron en Maxine Jones werden uiteindelijk geselecteerd. Hoewel oorspronkelijk bedoeld als een trio, besloten Foster en McElroy om een kwartet op te richten nadat ze de auditie van Terry Ellis hadden gehoord. In eerste instantie kozen ze voor de bandnaam 4-U, maar al snel veranderden ze naar Vogue, en uiteindelijk kozen ze voor En Vogue, nadat ze hoorden dat een andere groep de naam Vogue al had geclaimd. De groep haalde zijn muzikale inspiratie bij eerdere artiesten als The Supremes, Andrews Sisters, The Emotions en Sister Sledge.

#### Born To Sing
De opnames van hun debuutalbum begonnen in augustus 1989 en werden afgerond in december van hetzelfde jaar. Born to Sing werd uitgebracht op 3 april 1990. Het album bereikte nummer 21 in de Billboard 200 chart en nummer 3 in Billboard's R&B Albums Chart. De eerste single, "Hold On," werd eind februari 1990 op de radio uitgebracht en werd een crossover pophit, die nummer 2 bereikte op de Billboard Hot 100 singles chart, en nummer 1 op zowel de R&B singles als de Hot Dance Music/Club Play charts. Het werd later nummer 5 in het Verenigd Koninkrijk en werd een hit in Europa. De volgende twee singles, "Lies" en "You Don't Have to Worry," kwamen elk op nummer 1 in de Billboard R&B charts, terwijl de vierde en laatste single, "Don't Go," op nummer 3 kwam in de Billboard R&B charts. Het album werd later door de RIAA drievoudig platina gecertificeerd.
"Hold On" kreeg een Billboard Music Award voor "#1 R&B Single of the Year", een Soul Train Award voor R&B/Urban Contemporary Single of the Year, Group, Band or Duo en werd genomineerd voor een Grammy Award voor Best R&B Vocal Performance by a Duo or Group. In 1990 tekende En Vogue een endorsement deal om het gezicht te worden van een Diet Coke commercial, geregisseerd door Spike Lee.

#### Funky Divas
En Vogue's tweede album, Funky Divas, werd uitgebracht in het voorjaar van 1992. Het album debuteerde op nr. 8 in de Billboard 200 en nr. 1 in de Billboard R&B en verdubbelde uiteindelijk de opbrengst van zijn voorganger en werd multi-platina. De eerste twee singles van het album: "My Lovin' (You're Never Gonna Get It)" en "Giving Him Something He Can Feel" werden beide top 10 en bereikten nummer 1 in de R&B charts. De volgende single, "Free Your Mind" kwam ook in de top 10. De laatste twee singles "Give It Up Turn It Loose" en "Love Don't Love You" werden beide top 40 hits.
Het album verkocht meer dan vijf miljoen exemplaren, won een American Music Award voor "Favorite Soul/R&B Album" en werd genomineerd voor vijf Grammy Awards. De videoclip voor "Free Your Mind" leverde de groep drie MTV Video Music Awards op voor Beste Choreografie, Beste Dance Video en Beste R&B Video. Ze werden geëerd met Soul Train's Entertainer of the Year Award. Daarnaast stond de groep in Rolling Stone, Entertainment Weekly en Essence en andere belangrijke publicaties. Voortbordurend op het succes van Funky Divas brachten ze in de herfst van 1993 Runaway Love uit: een zes nummers tellende ep met de singles “Runaway Love” en “Whatta Man”; de top-10 hit van Salt-n-Pepa ft. En Vogue.
De groep kreeg een contract met Converse en was te zien als openingsact op Luther Vandross' 1993 wereldwijde "Never Let Me Go" Tour. Volgens een artikel in Vibe magazine botsten Vandross (naar eigen zeggen in interviews) en zijn entourage echter met de leden van En Vogue tijdens de tournee, en hij zwoer nooit meer met hen samen te werken.
En Vogue maakte talrijke televisieoptredens in Amerikaanse series als In Living Color, A Different World, Roc en Hangin' With Mr. Cooper. In 1995, terwijl bandleden Cindy Herron en Maxine Jones een pauze inlasten voor hun zwangerschap, nam Ellis een soloalbum op met de titel Southern Gal, waarop de top 10 R&B-single "Where Ever You Are" verscheen. Ook bracht ze een parfumlijn uit onder de naam Southern Exposure. Datzelfde jaar maakte de band een cameo in Joel Schumacher's superheldenfilm Batman Forever.

### 1995 - 2001: Terugkeer en splitsing

#### Onverwacht succes
Na een pauze van enkele jaren kwamen in 1996 alle vier de bandleden weer bij elkaar en nam En Vogue "Don't Let Go (Love)" op voor de soundtrack van de film Set It Off. Uitgebracht als lead single van de soundtrack in de herfst van 1996, werd het de grootste hit van de groep tot nu toe, verkocht meer dan 1,8 miljoen exemplaren wereldwijd en werd platina gecertificeerd door de RIAA. In reactie op het grote commerciële succes van "Don't Let Go (Love)", werkte de groep aan hun derde studioalbum. Terwijl het album zijn voltooiing naderde, koos Dawn Robinson ervoor de groep in maart 1997 te verlaten nadat contractuele onderhandelingen waren geëscaleerd. Sylvia Rhone, hoofd van En Vogue’s label Elektra, vroeg aan alle vier de leden van En Vogue om een contract te tekenen voor een project van twee jaar. Dawn vond dat ze dat niet kon, omdat ze net als Terry beloofd was om eerst een solo-album op te nemen. Ze voelde zich buitengesloten en verraden. «Ze gaven mij een ultimatum : Je doet het op onze manier, of je bolt het af!» zei Dawn in een interview. Ondanks het abrupte vertrek van Robinson, gingen Ellis, Herron en Jones verder als trio. Het dwong hen om het bijna afgewerkte album – dat oorspronkelijk de titel Friendship zou gaan krijgen – opnieuw op te nemen om Robinsons leadzang te vervangen. Haar bijdrage aan het album is echter wel nog duidelijk te horen als achtergrond bij de meeste nummers.

#### EV3
De titel van het uiteindelijk in 1997 uitgebrachte album werd EV3, verwijzend naar de drie overgebleven leden. Het was En Vogue's eerste project met waarbij niet uitsluitend gebruik werd gemaakt van hun oorspronkelijke producers Foster en McElroy maar waar bekende namen als Babyface, David Foster, Diane Warren, Andrea Martin, en Ivan Matias de productie voor hun rekening namen. Bij de release kreeg EV3 gemengde kritieken van critici, waarvan velen de vocale prestaties van de band prezen maar kritisch waren over de algemene productie van het album. In de V.S. debuteerde het op nummer acht in zowel Billboard's Top R&B/Hip-Hop Albums chart als de Billboard 200 met een verkoop van 76.500 stuks. Twee andere singles van het album, "Whatever" en "Too Gone, Too Long", kwamen respectievelijk in de top 20 en top 40 van de Billboard Hot 100.
In 1998 nam En Vogue het nummer "No Fool No More" op voor de soundtrack van de film Why Do Fools Fall in Love (1998). Het werd een top 40 nummer in de New Zealand Singles Chart en werd later opgenomen op het eerste compilatiealbum Best of En Vogue, dat in juni 1999 werd uitgebracht. Het album werd een matig succes en bereikte de top 40 in Oostenrijk en het Verenigd Koninkrijk.

#### Masterpiece Theatre
Masterpiece Theatre is het vierde studioalbum van de Amerikaanse platengroep En Vogue, wereldwijd uitgebracht door Elektra Records op 23 mei 2000. Het was het debuut van de band bij Elektra, en tevens hun enige release na hun vertrek bij hun oude label Eastwest Records. Terry Ellis, Cindy Herron en Maxine Jones werkten op het album weer uitsluitend samen met hun vaste producers Denzil Foster en Thomas McElroy, die veel gebruik maakten van samples en melodieën uit klassieke muziek en traditionele popmuziek. Beroemde klassieke stukken zoals die van Pjotr Iljitsj Tsjaikovski, Ludwig van Beethoven en Sergej Rachmaninoff en werden gemixt met hedendaagse R&B- en popklanken. Oorspronkelijk zou het album de titel Something Old, Something New, Something Borrowed, Something Cool krijgen, maar later werd het omgedoopt tot Masterpiece Theatre, verwijzend naar de gelijknamige dramaseries. Een begeleidend demoalbum, uitgebracht voorafgaand aan de release van de eigenlijke cd, bevatte de nummers "It's On" en "I Love You More", waarvan de laatste Nino Rota's "The Godfather Theme" gebruikte. Er konden echter geen auteursrechten verkregen worden en beide nummers werden uitgesloten van de uiteindelijke herziene album release.
Het album werd voorafgegaan door lead single "Riddle", die op de Europese radio werd uitgegeven in een geremixte vorm geproduceerd door het Noorse productie duo Stargate. Hoewel het een top dertig hit werd in verschillende Europese landen, waaronder België, Frankrijk en Nederland, slaagde "Riddle" er niet in om elders een grote impact te maken, wat resulteerde in een zwakke verkoop van het begeleidende album. "Love U Crazay" was oorspronkelijk bedoeld als volgende single maar werd enkel uitgebracht in België wegens het tegenvallende succes.
In de Verenigde Staten debuteerde en piekte Masterpiece Theatre op nummer 33 in de Billboard Top R&B/Hip-Hop Albums chart en op nummer 67 in de Billboard 200 in de uitgave van 10 juni 2000. Dit betekende En Vogue's laagste piek voor een album tot dan toe en was een aanzienlijke daling ten opzichte van hun vorige album EV3 in 1997. Internationaal slaagde het album er niet in de top 40 binnen te komen in de meeste van de weinige hitlijsten waarin het verscheen. Het bereikte echter nummer 22 en nummer 28 van de Duitse en Zwitserse Albums Charts, waar het behoort tot de hoogste pieken van de band in beide landen. In Canada, Nieuw-Zeeland en het Verenigd Koninkrijk, waar eerdere albums een gegarandeerde verkoop hadden, werd Masterpiece Theatre het eerste album van En Vogue dat de album charts miste.
Bij de release kreeg Masterpiece Theatre gemengde kritieken van critici, die de groep prezen voor hun vocale prestaties op de nummers, maar verdeeld waren over de algemene sound van het album. Het bereikte nummer 33 op de Billboard's Top R&B/Hip-Hop Albums chart en nummer 67 op de Billboard 200, waarmee het En Vogue's eerste album werd dat niet in de top tien van een van beide hitlijsten in de Verenigde Staten terecht kwam. Masterpiece Theatre kende hetzelfde matige succes in internationale gebieden, waar het alleen in Duitsland en Zwitserland de top dertig bereikte, wat resulteerde in de release van geen verdere singles naast "Riddle" en hun vertrek bij Elektra Records.

### 2001-2008: Ledenwissels en reünie

#### Amanda Cole
In 2001 maakte Maxine Jones bekend dat ze meer tijd met haar dochter wilde doorbrengen en verliet de groep. Omdat Ellis en Herron nog geen einde aan En Vogue wilden maken, sloot singer-songwriter Amanda Cole zich aan als nieuwe zangeres nadat de groep een demo van haar had gehoord. Het jaar daarop werkten Ellis, Herron en Cole samen met Timothy Eaton aan het kerstalbum The Gift of Christmas, met vier originele nummers en acht covers van bestaande kerstliederen. De cd werd uitgebracht in de herfst van 2002 via Discretion Records maar slaagde er niet in om de hitlijsten te halen. In december 2002 gaf het trio een concert op de Alabama State Fairgrounds in Birmingham, Alabama dat werd opgenomen en uitgebracht, samen met bonusmateriaal, op een dvd en livealbum via Charly Records in 2004. Cole, die zich vocaal en creatief steeds meer beperkt voelde, besloot kort daarna de band te verlaten om haar solocarrière te beginnen. Om de groep weer compleet te maken sloot zangeres en actrice Rhona Bennett aan nadat ze door producer Denzel Foster was aanbevolen via een wederzijdse vriend en songwriting partner.

#### Soul Flower
Met Bennett begon het trio te werken aan hun zesde album Soul Flower, geproduceerd door Ellis en Herron via hun nieuwe eigen label Funkigirl Records en Foster en McElroy's 33rd Street Records. Het album kreeg gemengde kritieken van critici en kwam niet in de Billboard 200, maar bereikte nummer 47 in de Top R&B/Hip-Hop Albums en nummer 15 in de Independent Albums charts. De twee singles, "Losin' My Mind" en "Ooh Boy", bereikten de top 40 van Billboard's Adult R&B Songs chart. Tijdens het laatste deel van 2004 reisde En Vogue drie maanden door Europa als onderdeel van de Night of the Proms concertenreeks. Hiervoor voegde oorspronkelijke zangeres Maxine Jones zich tijdelijk weer bij de groep om Herron te vervangen die met zwangerschapsverlof ging. Tijdens deze reeks stonden ze samen op het podium met andere grote acts als INXS, Toto en John Miles. De Ellis/Bennett/Jones incarnatie van de groep was de hoofdact van Lifetime's vijfde jaarlijkse WomenRock! samen met Blondie, Angie Stone en verschillende anderen. Ze speelden verschillende van hun hits en co-headliner Kelly Clarkson voegde zich bij hen voor een versie van "Free Your Mind."

#### Reünie
In 2005 kwam de originele bezetting van de groep weer bij elkaar voor een reünie en tekenden ze een contract bij de Firm Management Group. Er werd nieuw materiaal verzameld voor een studioalbum dat later dat jaar zou moeten uitkomen. In september voegde de band zich bij Salt-N-Pepa voor het eerste gezamenlijke publieke optreden van hun single "Whatta Man" uit 1994 op de VH1 Hip Hop Honors. Het kwartet werkte ook samen met Stevie Wonder en Prince aan de achtergrondzang en de videoclip voor "So What the Fuss" van Wonder’s album A Time to Love uit 2005.
Nadat ze het niet eens konden worden over zakelijke voorwaarden, koos Robinson er opnieuw voor om uit En Vogue te stappen, en Bennett keerde terug om het kwartet te vervolledigen. Als gevolg daarvan werd En Vogue gedumpt door Firm Management Group en het album werd nooit vervolledigd. En Vogue bleef optreden met Ellis, Herron, Jones en Bennett in Noord-Amerika, Europa en Japan. In deze periode werkten ze ook samen met de Vlaamse zangeres Natalia aan een remixversie van haar nummer "Glamorous" met leadzang van Bennett. Uitgebracht als de tweede single van Natalia’s derde studio-album Everything and More (2007), bereikte het nummer twee in de Ultratop 50 van Vlaanderen en lanceerde de ze samen met Shaggy hun zesdelige Natalia Meets En Vogue feat. Shaggy concertreeks in het Antwerps Sportpaleis in januari 2008.

## Discografie

### Albums
| Album met eventuele hitnotering(en) in de Nederlandse Album Top 100 | Datum van verschijnen | Datum van binnenkomst | Hoogste positie | Aantal weken | Opmerkingen   |
| ------------------------------------------------------------------- | --------------------- | --------------------- | --------------- | ------------ | ------------- |
| Born to sing                                                        | 1990                  | 25-08-1990            | 44              | 9            |               |
| Funky divas                                                         | 1992                  | 13-06-1992            | 38              | 43           |               |
| EV 3                                                                | 1997                  | 28-06-1997            | 14              | 20           |               |
| Best of En Vogue                                                    | 1998                  | 31-10-1998            | 36              | 8            | Verzamelalbum |
| Masterpiece theatre                                                 | 2000                  | 03-06-2000            | 56              | 11           |               |
| The gift of Christmas                                               | 2002                  | -                     |                 |              |               |

| Album met hitnotering(en) in de Vlaamse Ultratop 200 albums | Datum van verschijnen | Datum van binnenkomst | Hoogste positie | Aantal weken | Opmerkingen |
| ----------------------------------------------------------- | --------------------- | --------------------- | --------------- | ------------ | ----------- |
| EV 3                                                        | 1997                  | 05-07-1997            | 13              | 9            |             |

### Singles
| Single met eventuele hitnotering(en) in de Nederlandse Top 40 | Datum van verschijnen | Datum van binnenkomst | Hoogste positie | Aantal weken | Opmerkingen                                     |
| ------------------------------------------------------------- | --------------------- | --------------------- | --------------- | ------------ | ----------------------------------------------- |
| Hold on                                                       | 1990                  | 04-08-1990            | 12              | 8            | Nr. 10 in de Single Top 100                     |
| Lies                                                          | 1990                  | 29-09-1990            | tip11           | -            | Nr. 42 in de Single Top 100                     |
| My lovin' (You're never gonna get it)                         | 1992                  | 16-05-1992            | 11              | 10           | Nr. 10 in de Single Top 100                     |
| Giving him something he can feel                              | 1992                  | 01-08-1992            | tip4            | -            | Nr. 45 in de Single Top 100                     |
| Free your mind                                                | 1992                  | 07-11-1992            | 7               | 8            | Alarmschijf / Nr. 15 in de Single Top 100       |
| Runaway love                                                  | 1993                  | 23-10-1993            | tip11           | -            | met FMob / Nr. 46 in de Single Top 100          |
| Whatta man                                                    | 1994                  | 09-04-1994            | 14              | 8            | met Salt 'n' Pepa / Nr. 15 in de Single Top 100 |
| Don't let go (Love)                                           | 1997                  | 01-02-1997            | 2               | 17           | Nr. 2 in de Single Top 100                      |
| Whatever                                                      | 1997                  | 14-06-1997            | 22              | 4            | Alarmschijf / Nr. 63 in de Single Top 100       |
| Too gone too long                                             | 1997                  | 22-11-1997            | tip2            | -            | Nr. 45 in de Single Top 100                     |
| Riddle                                                        | 2000                  | 03-06-2000            | 28              | 10           | Nr. 28 in de Single Top 100                     |
| So what the fuss                                              | 2005                  | 07-05-2005            | tip7            | -            | met Stevie Wonder en Prince                     |

| Single met hitnotering(en) in de Vlaamse Ultratop 50 | Datum van verschijnen | Datum van binnenkomst | Hoogste positie | Aantal weken | Opmerkingen       |
| ---------------------------------------------------- | --------------------- | --------------------- | --------------- | ------------ | ----------------- |
| My lovin' (You're never gonna get it)                | 1992                  | 20-06-1992            | 17              | 8            |                   |
| Free your mind                                       | 1992                  | 19-12-1992            | 37              | 1            |                   |
| Whatta man                                           | 1994                  | 23-04-1994            | 34              | 8            | met Salt 'n' Pepa |
| Don't let go (Love)                                  | 1997                  | 01-03-1997            | 4               | 20           |                   |
| Whatever                                             | 1997                  | 14-06-1997            | tip17           | -            |                   |
| Riddle                                               | 2000                  | 24-06-2000            | 15              | 12           |                   |
| Glamorous / Where she belongs                        | 26-10-2007            | 03-11-2007            | 2               | 23           | met Natalia       |

### Dvd's
| Dvd's met hitnoteringen in de Vlaamse Ultratop muziek-dvd top 10/20 | Datum van verschijnen | Datum van binnenkomst | Hoogste positie | Aantal weken | Opmerkingen          |
| ------------------------------------------------------------------- | --------------------- | --------------------- | --------------- | ------------ | -------------------- |
| Natalia meets En Vogue ft. Shaggy                                   | 2008                  | 01-11-2008            | 1(4wk)          | 30           | met Natalia & Shaggy |